# Corydoras caudimaculatus
Corydoras caudimaculatus è un pesce tropicale d'acqua dolce, appartenente alla famiglia Callichthyidae.

## Distribuzione e habitat
Corso superiore del Rio Guaporé, tra Brasile e Bolivia, in affluenti e canali naturali. Preferisce luoghi con buona vegetazione ma anche ampi tratti liberi di sabbia fine, qualche nascondiglio (radici legnose), acqua limpida con temperatura di 22-26 °C, pH 6-7 e durezza fino a 15°dGH.

## Descrizione
Lunghezza: fino a 6 cm. 
Le caratteristiche fisiche del corpo non si discostano di molto da quelle degli altri Corydoras.
Dimorfismo sessuale: le femmine mature si riconoscono per il ventre gonfio di uova.

## Comportamento
Pacifico e socievole come la maggioranza dei congeneri, si trattiene sempre sul fondo frugandovi con i barbigli in cerca di cibo. L'attività di questo pesce è prevalentemente diurna. Vive in gruppi di non meno di 10 esemplari.

## Riproduzione
Simile a quella degli altri Corydoras. 

## Alimentazione
Essendo onnivoro si nutre di piccoli crostacei, larve, insetti ed altri invertebrati presenti fra la vegetazione e nel substrato, oltre che di detriti animali e vegetali, persino di semi.

## Acquariofilia
Si può allevare in vasche di comunità dialmeno 100 litri e riprodurre con successo in cattività, anche se rimane comunque un pesce raro. Uno “spazzino” ideale, in commercio si trovano quasi esclusivamente esemplari di cattura che si rivelano comunque abbastanza robusti. Importanti regolari cambi parziali d'acqua ed un buon filtraggio. Si nutre di tutto ciò che di commestibile trova sul fondo, necessaria però un'integrazione a base di mangime in compresse per pesci di fondo onnivori. Allevare un numero minimo di 10 individui.